# Čevljekljuni
Čevljekljuni (znanstveno ime Balaenicipitidae) so družina ptic iz reda močvirniki (Pelecaniformes), je bila tradicionalno uvrščena v družino štorkelj (Ciconiiformes). Edina danes živeča vrsta te družine je čevljekjun, njegov najbližji sorodnik pa je senčar (Scopus umbretta),  ki pa spada v drugo družino. Vrste iz družin Ciconiiformes in Balaenicipitidae so našli v Keniji, Ugandi, Tanzaniji in delih vzhodne Afrike.
Vsebuje sledeče rodove:
- Balaeniceps[1][2]
- † Goliathia (morda spada v Balaeniceps)[1]
- † Paludiavis[1]

## Skupne značilnosti
- Oster, kaveljasto ukrivljen vrh zgornjega dela kljuna[3]
- Brazda v zgornjem delu kljuna pod nosnima odprtinama[3]
- Okosteni septum[3]
- Zakrnela ali odsotna mišica expansor secundariorum[3]